# Chinesisches Porzellan

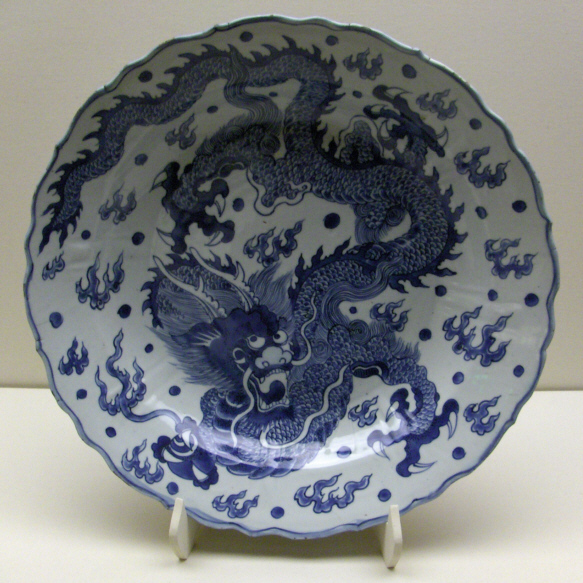
Schale im Blau-Weiß-Stil der Ming-Dynastie

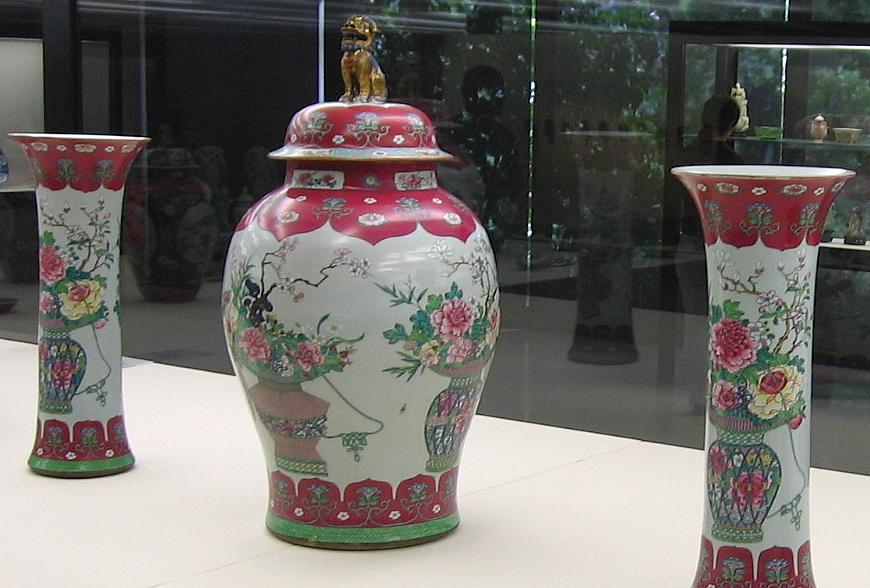
Vasen im Famille-Rose-Stil der Qing-Dynastie im Museu Calouste Gulbenkian, Lissabon (2006)

Chinesisches Porzellan stellt einen zentralen Bestandteil der Kunst und Kultur Chinas dar. Es wurde zum Vorbild der Porzellanerzeugung in Europa und anderen Teilen der Erde.

## Material und Herstellung
Chinesisches Porzellan besteht meist aus
- Kaolin (chinesisch 高嶺土 / 高岭土, Pinyin gāolǐngtǔ), einer speziellen, vorwiegend aus Kaolinit bestehenden, eisenarmen Tonerde, benannt nach dem chinesischen Berg Gaoling (高嶺 / 高岭,  Gāolǐng),
- Petuntse (白墩子,  bái dūnzi), einem Granit mit einem hohen Anteil an Feldspat, entspricht dem Pegmatit, und
- Quarz

Das Kaolin ist aufgrund seiner „Blättchen“- oder „buch“artigen Struktur zur Aufnahme relativ großer Mengen von Wasser fähig und verleiht der Werkmasse ihre Formbarkeit und Feuerfestigkeit. Petuntse und Quarz vermindern als sogenannte Magerungsmittel die Formbarkeit des Stoffs, verringern dafür aber die Schwindung (Volumenschwund) beim Trocknen und Brennen. Die Petuntse dient als Flussmittel und ist der einzige Bestandteil, der beim Brennen sintert.
Chinesisches Porzellan wird gewöhnlich nur einfach gebrannt, also Scherben (= Material) und Glasur in einem Vorgang. Nachdem die Form eines Stücks fertiggestellt ist, wird sie luftgetrocknet, glasiert, abermals getrocknet und schließlich gebrannt. Unter der hohen Temperatur des Brennofens sintern Material und Glasur zu einer untrennbaren Einheit zusammen. Chinesische Aufglasur-Email-Arbeiten werden auf ähnliche Weise produziert, wobei dem ersten Brennvorgang unter hoher Temperatur (etwa 1.350 °C) der Auftrag des Emails und ein weiterer Brennvorgang mit niedrigerer Temperatur folgt. Jede Farbe benötigt dabei einen separaten Brand; die Farben und ihre Schmelzgrundlage müssen natürlich so gewählt werden, dass die am höchsten zu brennenden Farben zuerst gebrannt werden.

## Klassifikation
Im Westen unterscheidet man gewöhnlich drei Arten keramischer Massen: je nach Zusammensetzung des Grünkörpers und der Brenntemperatur Irdengut, Sinterzeug, wozu die Unterklasse Porzellan gezählt wird, und Sondermassen. Auch betrachtet man häufig die Transparenz des Scherbens als Wesensmerkmal speziell von Porzellan.
Im chinesischen Kulturkreis gibt es nur zwei Unterscheidungskriterien nach der Brenntemperatur: heißgebrannte (cí, 瓷) und kaltgebrannte (táo, 匋) Keramik. Auch Steingut, Tonware und Steinzeug können dort als Porzellan gelten, sofern der Scherben beim Anschlagen den für diesen Werkstoff typischen klaren und glockenhellen Klang erzeugt.
Häufig findet man in China auch die Unterscheidung zwischen „nördlichem“ und „südlichem“ Porzellan, was auf die unterschiedlichen geologischen Beschaffenheiten der beiden Landesteile, aber auch auf in ihnen jeweils bevorzugten Brennstoffe zurückzuführen ist. In den kohlebeheizten Brennöfen des Nordens wurden bevorzugt stärker kaolinhaltige Porzellanmassen (auch Schlicker) bei hohen Temperaturen gebrannt. Mit der im Süden verbreiteten Holzbefeuerung erreichte man meist niedrigere Temperaturen, der Grundstoff wies meist höhere Anteile an Petuntse auf.

## Produktionsstätten und Arten

### Anfänge
Wenn die Geschichte der Keramik in China bis weit ins zweite vorchristliche Jahrtausend zurückreicht, fällt die Datierung des ersten Porzellans mit Blick auf das Fehlen einer verbindlichen Begriffsbestimmung schwer. Vorgeschlagen wurden insofern die späte Östliche Han-Dynastie (100–200 n. Chr.), die Zeit der Drei Reiche (220–280 n. Chr.), die Periode der Sechs Dynastien (220–589 n. Chr.) sowie die Tang-Dynastie (618–906 n. Chr.). Einige Fachleute vertreten die Ansicht, das erste „echte“ chinesische Porzellan sei zur Zeit der östlichen Han in Zhejiang gefertigt worden. Insbesondere sei gerade dort ein ausreichendes Vorkommen der oben genannte Grundstoffe zu verzeichnen gewesen, auch wurden in der Provinz bei Temperaturen von 1260 bis 1300 °C gebrannte Scherben gefunden.

### Sui- und Tang-Dynastie

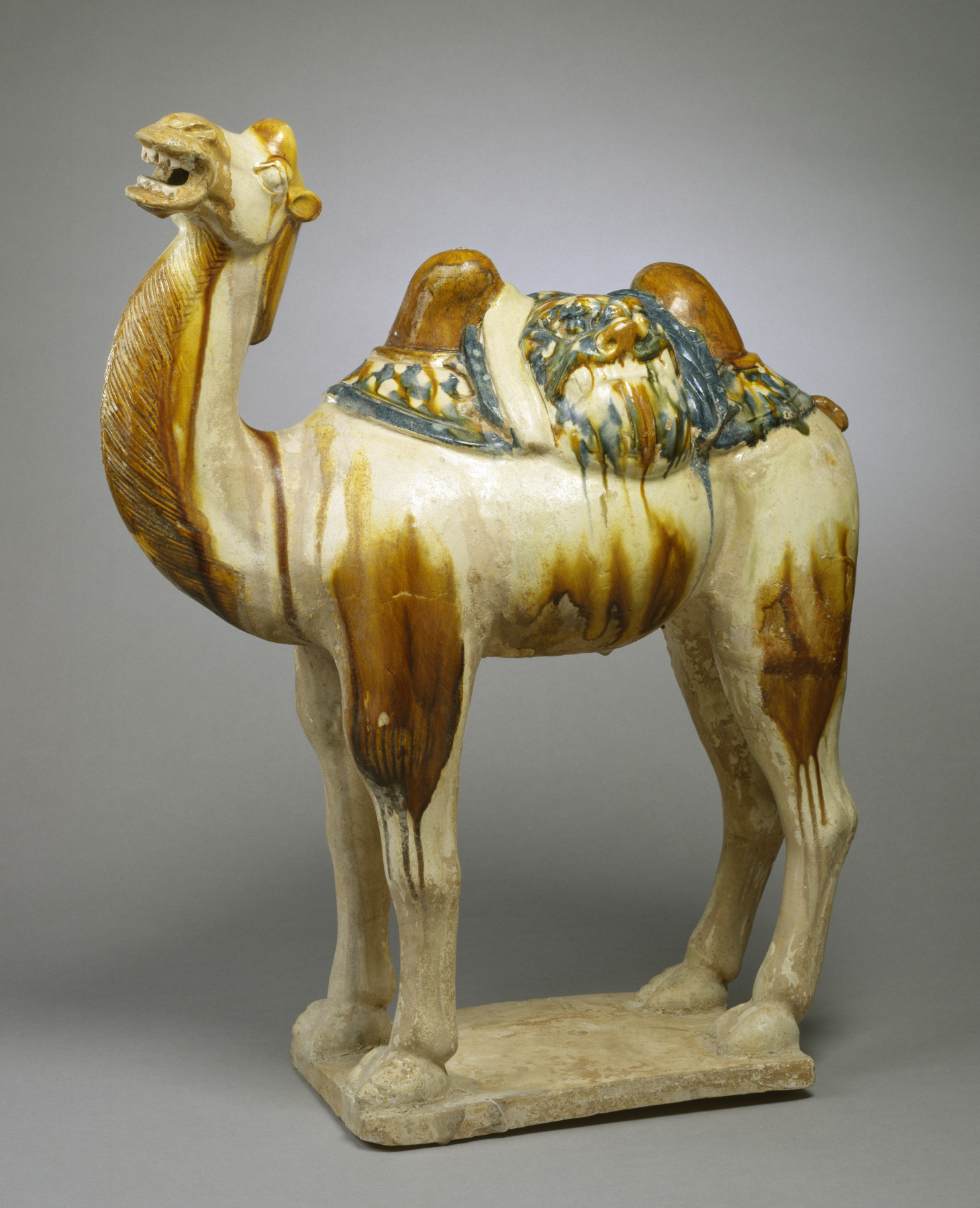
Glasiertes Kamel aus der Tang-Dynastie (7. Jahrhundert)

Während der Sui- und Tang-Dynastie (581–906) wurden große Mengen heiß- wie kaltgebrannter Keramik produziert, darunter auch die bekannte Bleiglasurware der Tang-Zeit (sāncǎi, 三彩 – „Dreifarbigkeit“), das heißgebrannte Kalkglasur-Celadon Yue sowie die kaltgebrannte Changsha-Ware. In den nordchinesischen Provinzen Henan und Hebei fertigte man heißgebranntes Transparentporzellan.
Aus dieser Epoche stammt auch eine der ersten Erwähnungen chinesischen Porzellans durch einen Ausländer. In China habe man, so die Aufzeichnungen eines arabischen Reisenden des 8. oder 9. Jahrhunderts, eine sehr feine Tonerde, aus der man Vasen fertige, die so durchsichtig wie Glas seien. Glas war in der arabischen Welt damals wohlbekannt, so dass eine Verwechslung der beiden Materialien ausgeschlossen werden kann.

### Seladon-Porzellan
In der Songzeit produzierte man insbesondere in Kaifeng und Longquan in großen Mengen das berühmte Seladon-Porzellan, dessen Herstellungsmethode bereits seit dem 4. Jahrhundert bekannt war.

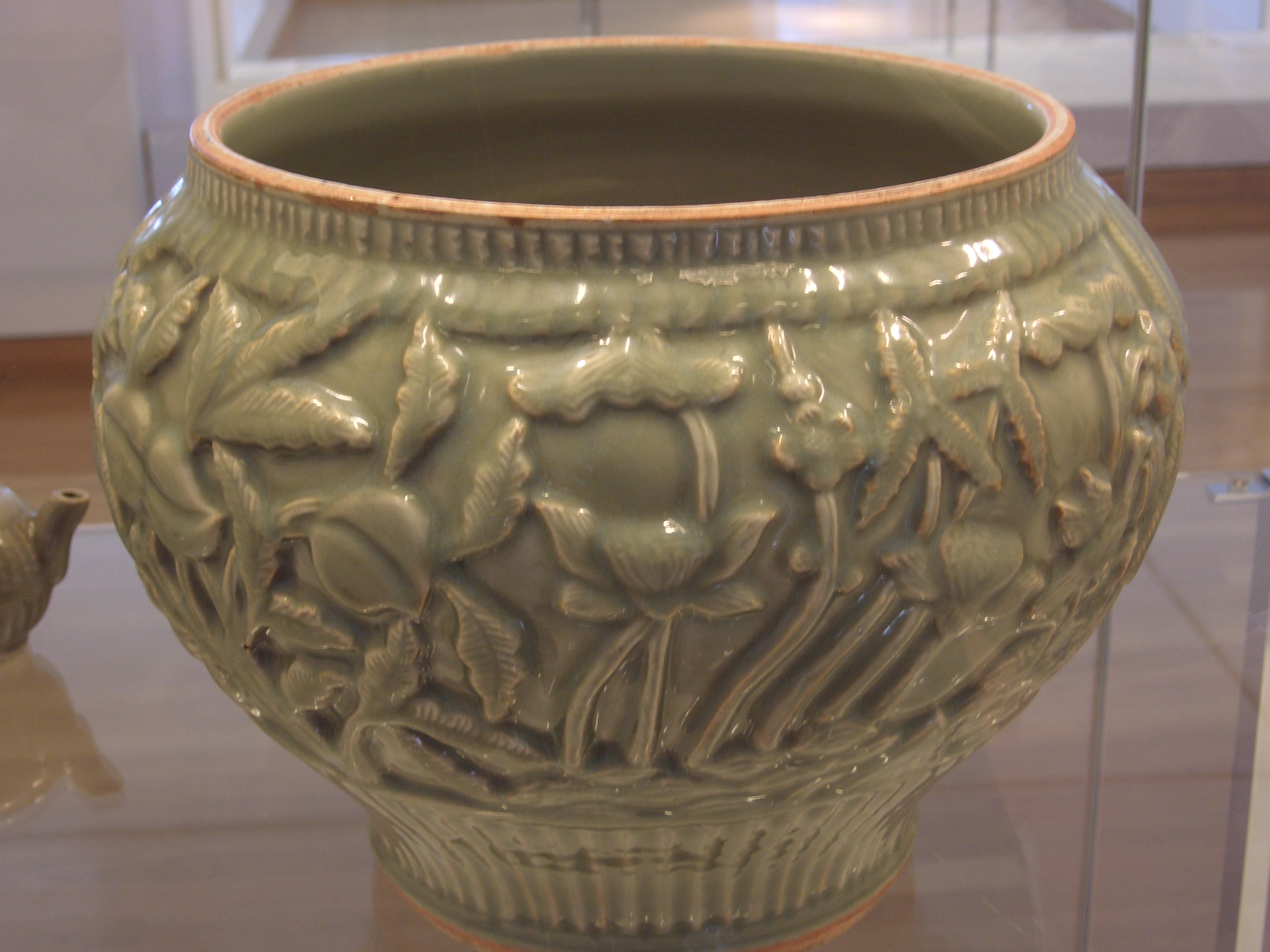
Seladon-Schultertopf; Yuan/Ming-Zeit

Die charakteristische olivgrüne, an Jade erinnernde Glasur entsteht durch Reduktion von Eisen(III)-oxid zu Eisen(II)-oxid während des Brennvorgangs. Bei den Gefäßtypen orientierte man sich weitgehend an den klassischen, seit der Bronzezeit im Wesentlichen unverändert gebliebenen Formen. Häufig wurden in den Scherben geometrische, florale oder zoomorphe Reliefs aufmodelliert oder eingeritzt.
Die Seladonware aus Longquan erfreute sich nicht nur am chinesischen Kaiserhof großer Beliebtheit, sondern wurde von Anfang an in zahlreiche Länder Asiens exportiert. In der Blütezeit der Ming-Dynastie erreichte sie schließlich Europa, wo sie zunächst mit Gold aufgewogen wurde.

### Jian-Teeporzellan

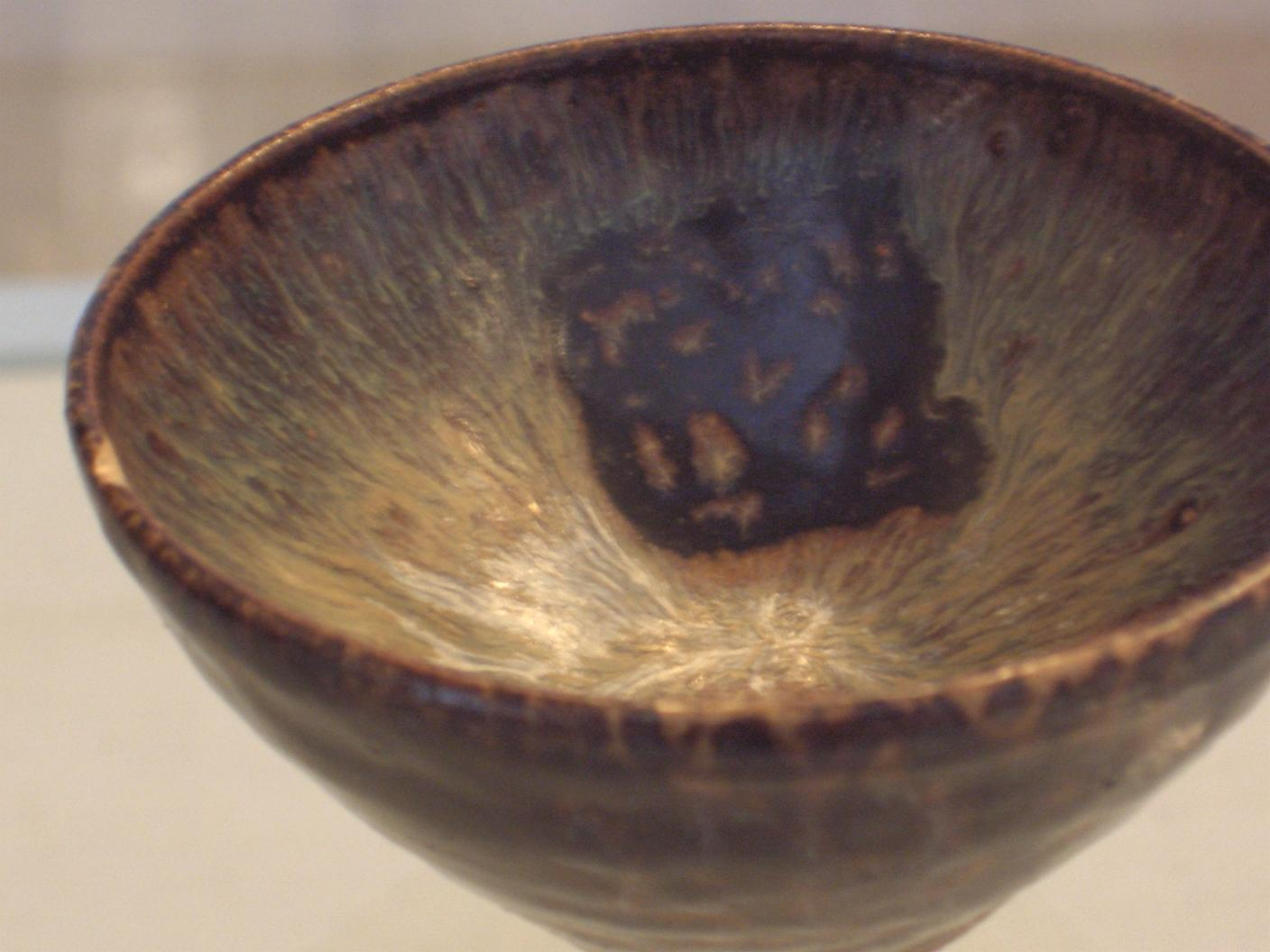
Jian-Schale mit Hasenfellmuster, Song-Dynastie

Das aus der Präfektur Jianyang der Provinz Fujian stammende sogenannte Jian-Schwarzporzellan wurde vor allem für Teeservices verwendet und erreichte den Höhepunkt seiner Verbreitung während der Song-Dynastie. Hierfür verwendete man eisenreiches Kaolin aus lokalen Vorkommen, das man unter großer Sauerstoffzufuhr bei ca. 1.300 °C brannte. Die Glasur wurde aus ähnlicher Tonerde wie das Werkstück selbst hergestellt, aber mit Holzkohle vermischt. Bei den hohen Brenntemperaturen bildeten sich innerhalb der Glasur einzelne Schichten heraus, die das berühmte „Hasenfell“-Muster erzeugten.
Hochgeschätzt und dementsprechend häufig kopiert wurde das Jian-Porzellan vor allem in Japan, wo man sie unter dem Namen temmoku oder Tenmoku kennt. Die Schichtenbildung in der eisenreichen Glasur des chinesischen Schwarzporzellans wurde auch benutzt, um die bekannten „Ölfleck“-, „Teestaub“- und „Rebhuhnfeder“-Muster hervorzubringen.

### Yixing-Steingut

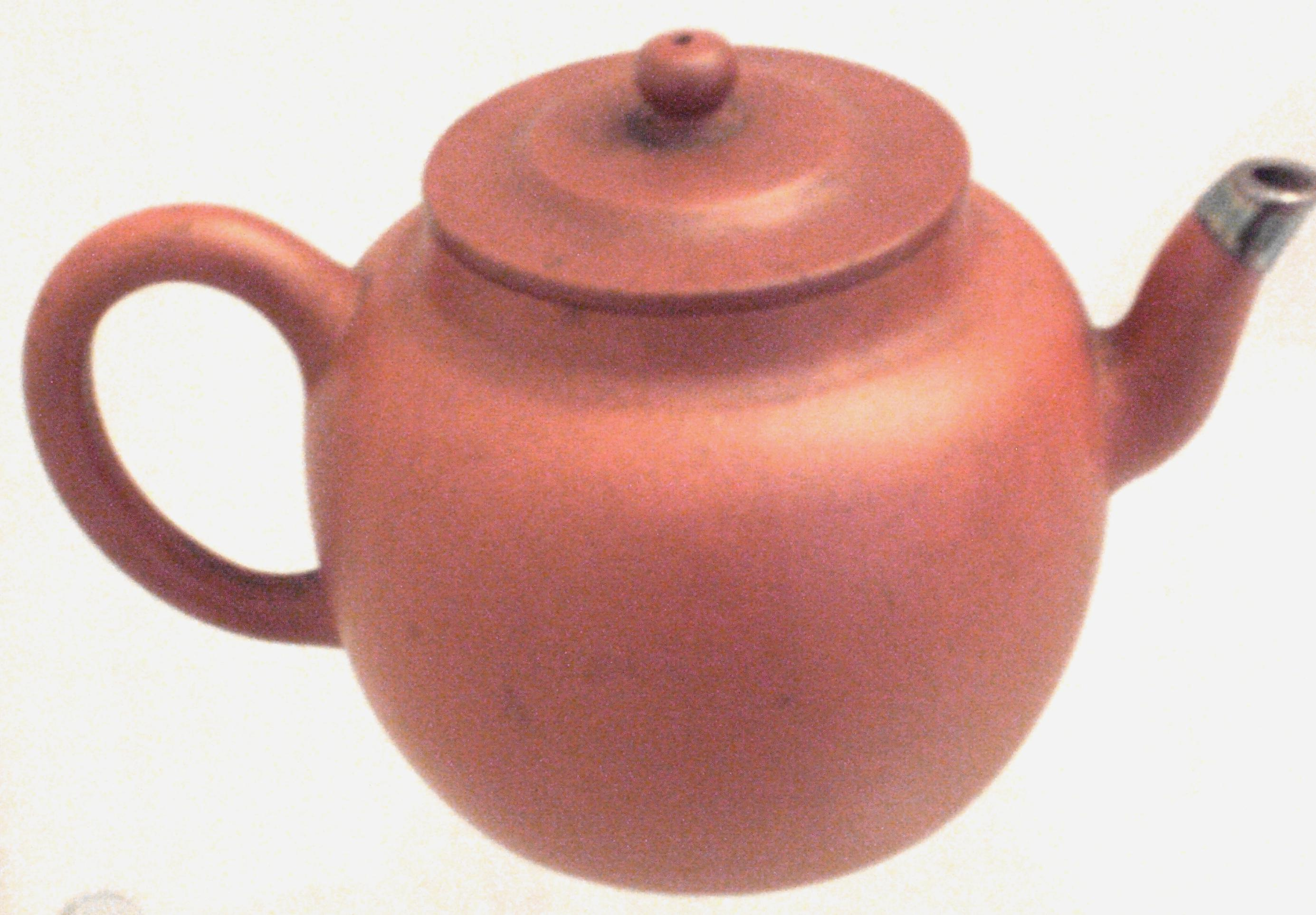
Yixing-Teekanne, Qing-Dynastie

Daneben entstand während der Ming-Dynastie in der am Taihu-See gelegenen Stadt Yixing das nach ihr benannte ziegelrote Tee-Steinzeug, das eine bestimmte, nur dort vorkommende Tonerde erfordert. Die relativ kleinen Kannen und Tassen lösten die vorher gebräuchlichen größeren Silber-, Kupfer- und Zinngefäße ab, da sich in ihnen nach allgemeiner Auffassung Duft und Aroma des in Mode kommenden Frisch-Tees besser entfalten können. Als bedeutendster Meister des Stils galt Shi Da Bing. Das Yixing-Steinzeug fand Verbreitung in Gelehrten- und Beamtenkreisen bis hinauf zum Kaiserhof. In der Qing-Zeit wurde es stilistisch weiterentwickelt und 1685 von Kaiser Kangxi gemeinsam mit dem Tee erstmals nach Europa exportiert. Auch dort fand das „rote Porzellan“ großen Anklang und wurde von vielen großen Manufakturen kopiert.

### Dehua-Porzellan (Blanc-de-Chine)

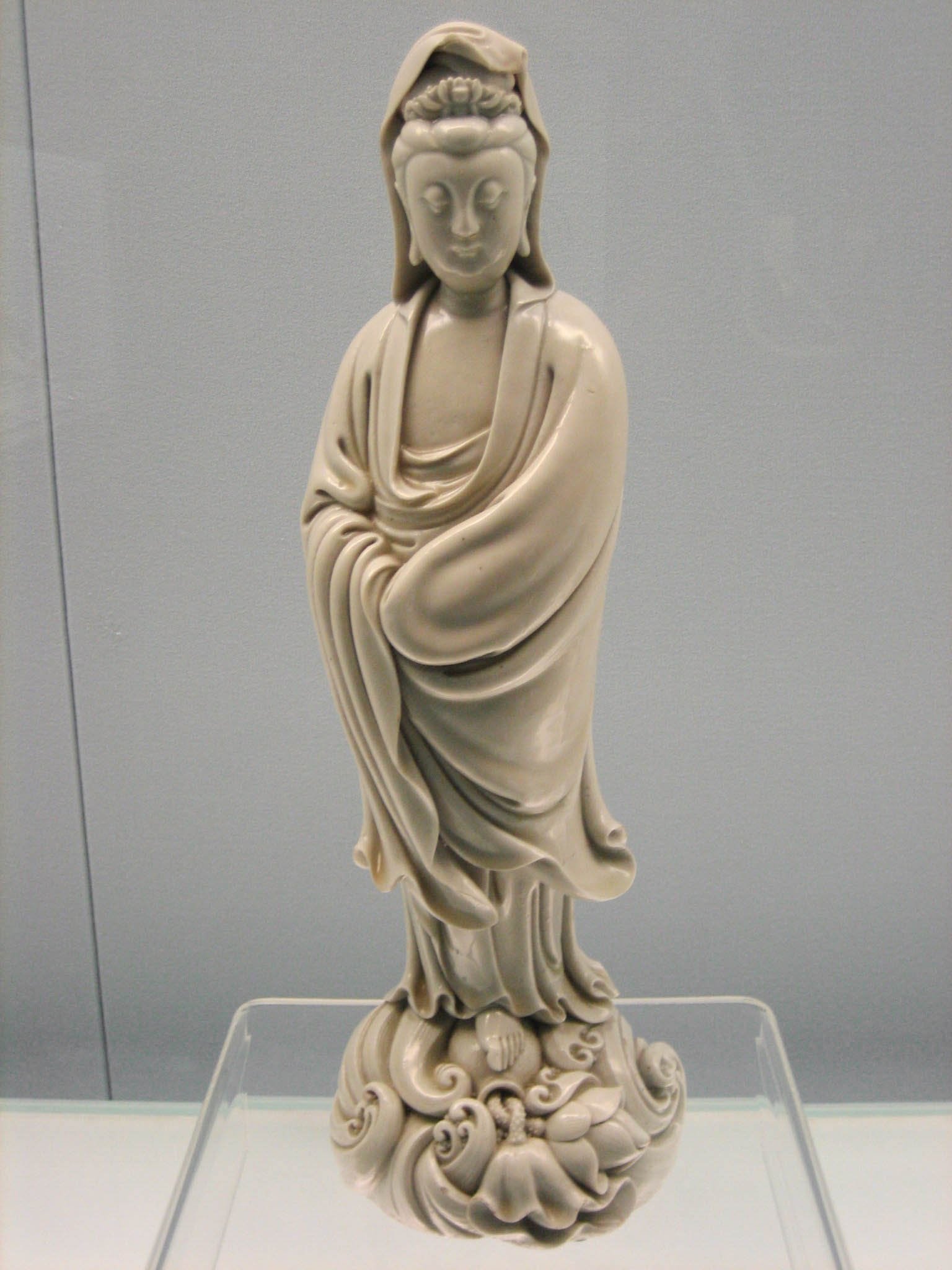
Guanyin (Dehua)

Ebenfalls in der Ming-Zeit kam das Dehua-Porzellan auf. Der Name leitet sich von seinem in der Provinz Fujian gelegenen Produktionsort ab. In Europa ist auch die Bezeichnung Blanc-de-Chine gebräuchlich.
Dehua-Porzellan ist in aller Regel weiß oder cremefarben und unbemalt. In der Kangxi-Epoche, deren Stücke als die kostbarsten gelten, herrschte ein rosa-cremefarbener Schimmer vor, in der Regierungszeit Qianlongs indes eher eine bläuliche Färbung. Der Werkstoff weist einen relativ niedrigen Kaolingehalt auf, die Stücke wurden mit einer etwas dickeren Glasurschicht überzogen. Häufig verarbeitete man Dehua-Porzellan zu Plastiken und Skulpturen; beliebt waren etwa Statuetten der Barmherzigkeitsgöttin Guanyin für den Hausaltar.
Ab dem 17. Jahrhundert stellte Dehua-Ware auch einen relativ großen Anteil am nach Europa verschifften sogenannten Exportporzellan dar. Durch Nachahmung an den Fürstenhöfen des Rokoko-Zeitalters sollte es erheblichen Einfluss auf die Entwicklung der westlichen Porzellankunst gewinnen.

### Qingbai-Porzellan

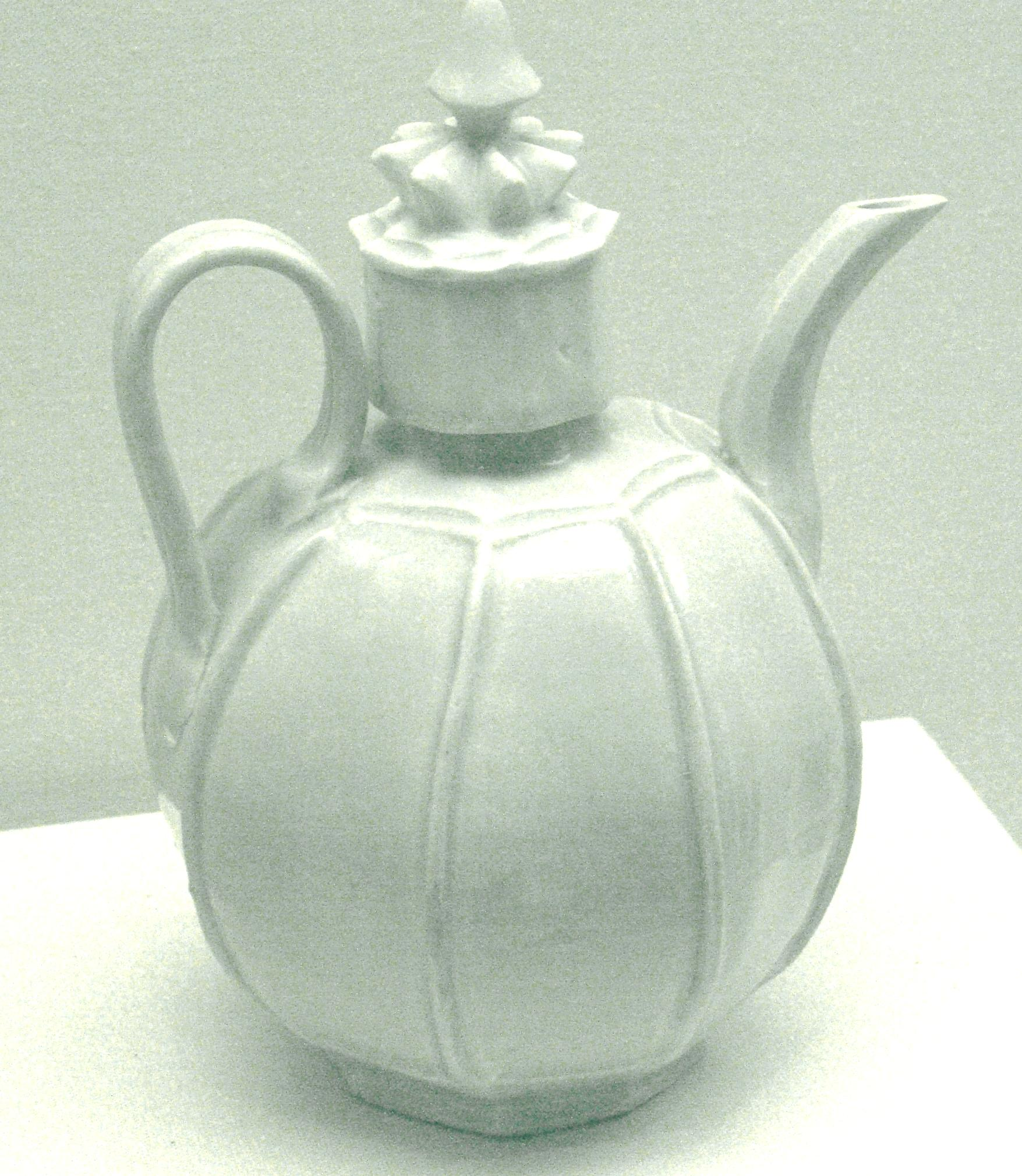
Teekanne im Qingbai-Stil, Song-Dynastie

Qingbai-Porzellan (qīngbái, 青白 – „grünweiß, blauweiß, blaugrün-weiß“) wurde seit der nördlichen Song-Dynastie in Jingdezhen und zahlreichen anderen südchinesischen Brennstätten hergestellt. Anfang des 14. Jahrhunderts wurde es fast vollständig von der aufkommenden Blau-Weiß-Ware verdrängt. Das unter Verwendung von Petuntse gefertigte, schwach eisenhaltige Material ist ursprünglich weiß, erhält durch die Glasur aber den typischen grünlichen Schimmer, der ihm den Namen gegeben hat. Erhalten geblieben sind insbesondere Schalen, teilweise mit eingeritztem oder aufmodelliertem Muster. Ein Großteil der Qingbai-Ware wurde für den Alltagsgebrauch geschaffen und genoss deshalb zum Zeitpunkt seiner Entstehung weitaus geringere Wertschätzung als heute.
Ein bemerkenswertes Qingbai-Stück ist die heute im Irischen Nationalmuseum befindliche sogenannte „Fonthill-Vase“. Angeblich soll es sich um das erste jemals nach Europa gelangte Stück chinesischer Porzellankunst handeln. Die vermutlich um 1300 in Jingdezhen gebrannte Vase war Papst Benedikt XII. 1338 vom letzten Yuan-Kaiser als Geschenk gesandt worden.

### Jingdezhen

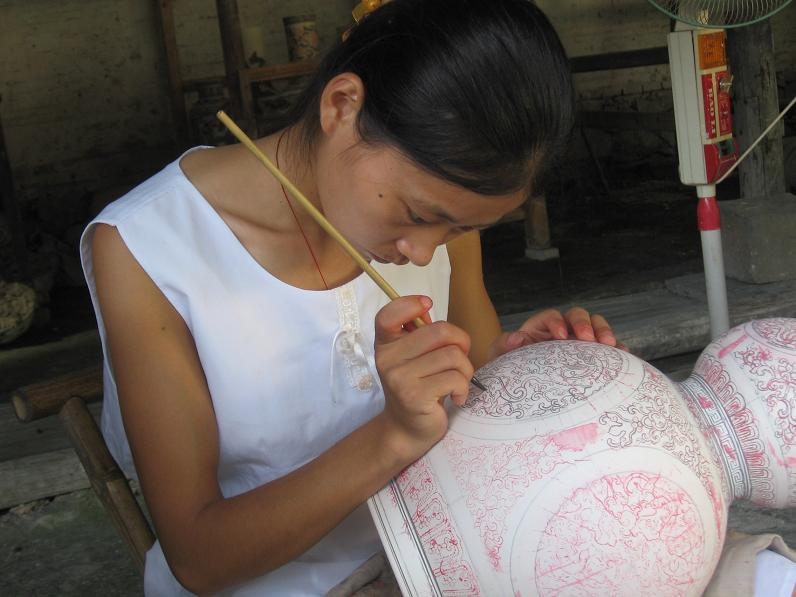
Porzellanmalerin im Jingdezhen der Gegenwart

Spätestens seit der frühen Han-Dynastie war die Stadt Jingdezhen zu einem der wichtigsten Keramikzentren Südchinas aufgerückt. Die ältere Ware wurde noch kaltgebrannt, im 5. und 6. Jahrhundert produzierte man aber bereits unter Verwendung lokaler Rohmaterialien eine Art von Porzellan. 1004 machte der Song-Kaiser Zhenzong (真宗) Jingdezhen zur Produktionsstätte für kaiserliches Porzellan. Die Stadt wurde nach seiner Regierungsperiode Jingde (景德) benannt.
Während der Song- und Yuan-Dynastie produzierte man Porzellan in Jingdezhen und anderen südchinesischen Brennstätten teilweise unter alleiniger Verwendung von Petuntse bei Temperaturen von ca. 1250 °C. Im frühen achtzehnten Jahrhundert mischte man diese aber wieder zunehmend zu gleichen Teilen mit Kaolin und brannte bei 1350 °C. So entstand ein sehr dauerhaftes Porzellan von strahlendem Weiß. In den eiförmig gebauten Brennöfen des Südens herrschten große Temperaturunterschiede, die durch Variierung des Kaolinanteils der Werkmasse ausgeglichen werden mussten.
Zwei Beschreibungen der Manufaktur von Jingdezhen sind aus der Qing-Zeit erhalten: Der gegen Ende der Kangxi-Periode in der Stadt wirkende Jesuitenmissionar Père François Xavier d’Entrecolles etwa schilderte in seinen Briefen detailliert die bei der Porzellanherstellung verwendeten Materialien und Verfahren. Als Motiv hierfür gab er reine Neugierde an, räumte aber auch ein, dass seine Beschreibungen für Europa von Nutzen sein könnte. Freilich erreichte sein 1712 verfasster Brief Europa erst, als Johann Friedrich Böttger und Ehrenfried Walther von Tschirnhaus das Geheimnis des Porzellans ohnehin bereits entschlüsselt hatten. 1743, zur Regierungszeit Qianlongs, verfasste dann der kaiserliche Manufakturvorsteher Tang Ying ein Memorandum mit dem Titel „Zwanzig Illustrationen der Porzellanmanufaktur“. Die Illustrationen selbst sind heute nicht mehr erhalten, sehr wohl aber der Text.

## Geschichte des Weißporzellans und der farbigen Dekore

### Blau-Weiß-Porzellane bis zum Ende der Ming-Dynastie
In der Tradition der frühen Qingbai-Ware wurde auch das Blau-Weiß-Porzellan mit transparenter Glasur versehen. Die blaue Farbe besteht aus einem Gemisch aus Cobaltoxid und Wasser und wurde vor der Glasierung und dem Brennvorgang auf das Porzellan aufgetragen. Die verschiedenen Blautöne erlauben Rückschlüsse auf die geographische Herkunft des Kobalts und erleichtern dadurch die Datierung: Zunächst importierte man den Farbstoff aus Persien, Sumatra und Malaya, ab dem 16. Jahrhundert dagegen aus Chinesisch-Turkestan, gegen Ende der Ming-Dynastie entdeckte man schließlich noch zentraler gelegene Vorkommen in den Provinzen Jiangxi, Guangdong und Zhejiang.
Das erste Blau-Weiß-Porzellan in Unterglasurtechnik soll in der Tang-Dynastie entstanden sein. Aus dieser Zeit sind lediglich drei vollständige Stücke erhalten, jedoch wurden in der Nähe von Yangzhou (Provinz Jiangsu) auf das 8. oder 9. Jahrhundert zu datierende Scherben ausgegraben. In den 1970er Jahren fand man in Zhejiang, Jiangsu und Jiangxi mehrere Blau-Weiß-Schalen aus der Song- und Yuan-Dynastie. Seine Blütezeit erlebte der Stil aber erst in der Ming-Dynastie; insbesondere die geradezu sprichwörtlich gewordene „Mingvase“ prägt die europäische Vorstellung von chinesischer Porzellankunst in besonderem Maße.
Beim Dekor herrschten zunächst vor allem geometrische, ornamentale und florale Motive vor, in geringerem Umfang auch Drachen, Vögel und Fische. Im 15. Jahrhundert nahm die Dichte des Dekors ab, dafür legte man größeren Wert auf eine Gliederung in ein Zentralmotiv und periphere Ornamentbänder und -friese. Mitte des 16. Jahrhunderts etablierten sich neben dem klassischen Dekorschatz schließlich auch Landschaftsmotive, Szenen aus dem Hofleben und der daoistische Geisteswelt sowie Darstellungen aus Werken der klassischen Literatur.

### Exportporzellan, Auswirkungen auf den Westen
Die chinesische Porzellankunst wurde von Europa in einem Maße rezipiert wie kaum ein anderer Teil der chinesischen Kunst.

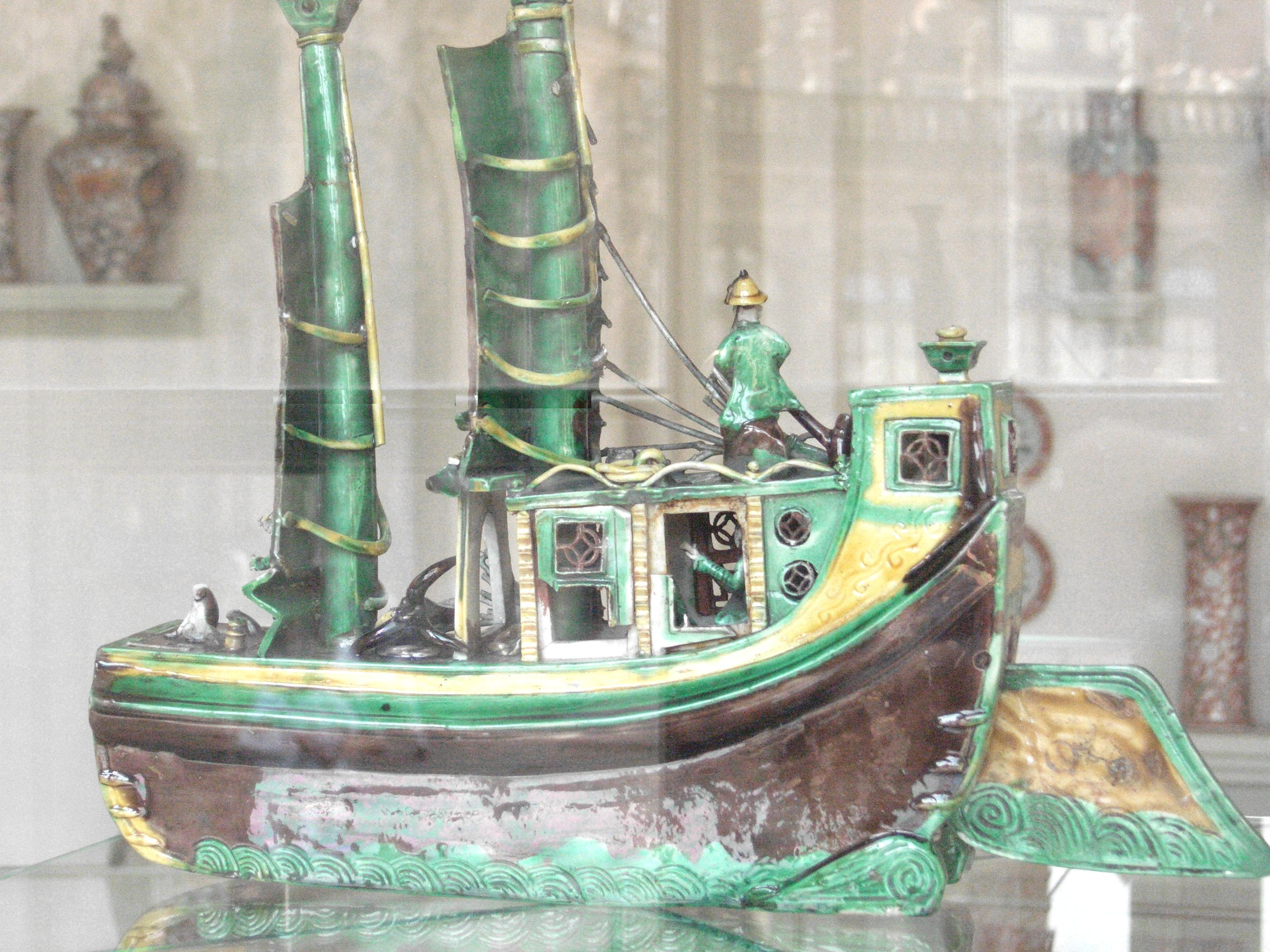
Für den Export produzierte Porzellan-Dschunke, Qing-Dynastie

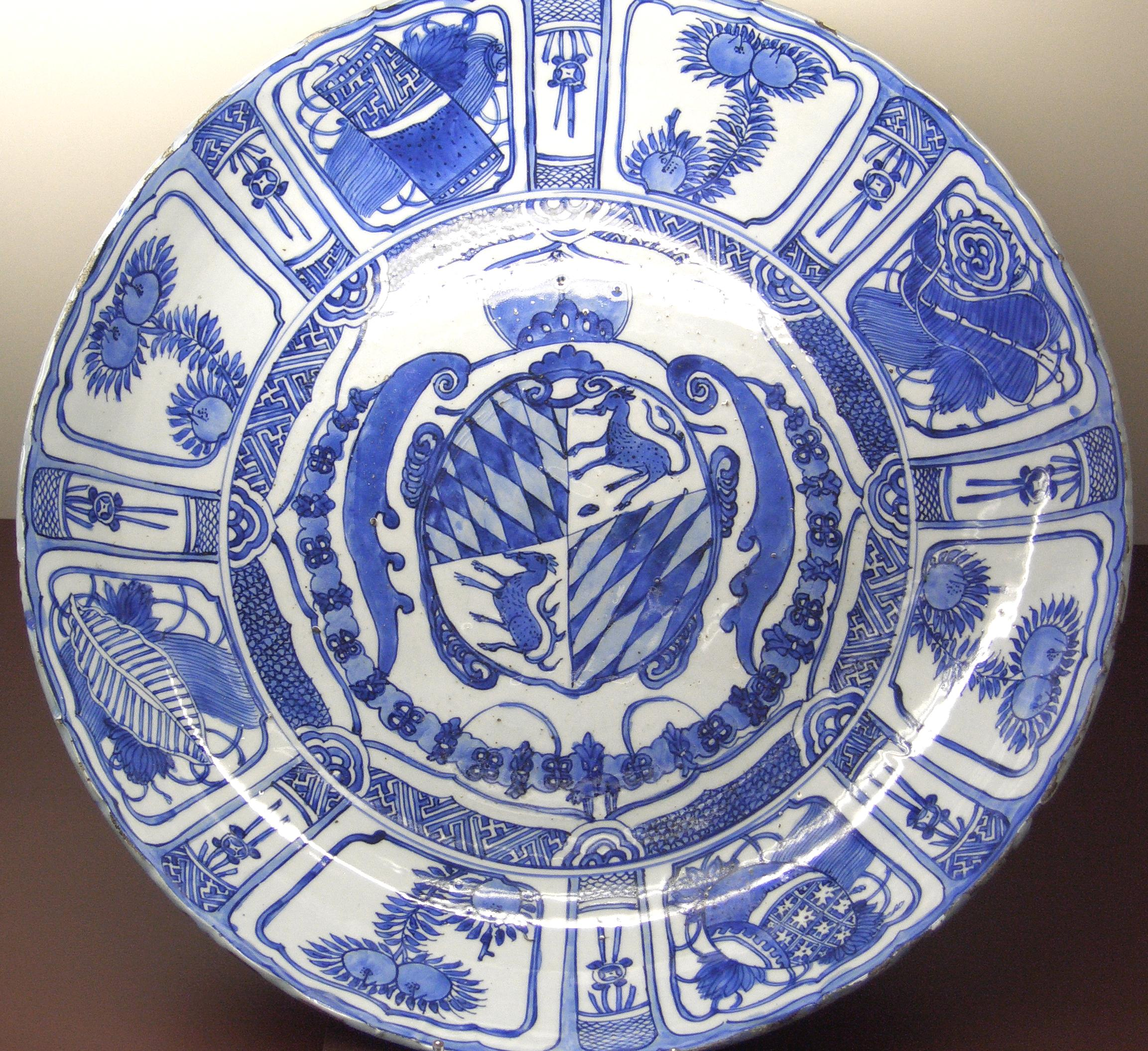
Im Auftrag des Hauses Wittelsbach in der Wanli-Periode produzierter Teller

Zunächst waren es die Portugiesen und Spanier, die in größeren Mengen vor allem chinesisches Porzellan nach Europa verschifften. Bereits König Philipp II. von Spanien besaß eine Porzellansammlung von mehr als 3000 Stück. Im 17. Jahrhundert ging der Ostindienhandel indes zunehmend in die Hände der Niederländer und Briten über. Von den niederländischen Häfen aus wurden Fürstenhöfe in ganz Europa insbesondere mit dem beliebten Blau-Weiß-Porzellan versorgt. Es diente nicht nur als Gebrauchsgeschirr, sondern erfreute sich auch als Kaminaufsatz oder Ausstattung für die berühmten „Porzellankabinette“ der europäischen Schlösser großer Beliebtheit. Teilweise wurde in China Porzellan speziell für den Export (Chinesisches Exportporzellan) oder sogar auf Bestellung europäischer Auftraggeber nach deren Wünschen und Vorgaben (Chinesisches Auftragsporzellan) gefertigt.
Sehr bald versuchte man in Europa auch, das chinesische Porzellan nachzuahmen. Erste Versuche sind bereits für das Italien des späten 15. Jahrhunderts belegt, wobei es sich beim Endprodukt wohl mehr um ein milchiges Glas gehandelt haben dürfte. Später beeinflusste das Blau-Weiß-Porzellan die europäische Fayence-Kunst, insbesondere die Produktion der Delfter Manufakturen. Die Herstellung richtigen Porzellans gelang indes erst 1709 dem am Hofe Augusts des Starken in Dresden tätigen Johann Friedrich Böttger. Im Laufe des 18. Jahrhunderts entstanden daraufhin Manufakturen u. a. an allen führenden Fürstenhöfen des Kontinents (nach Meißen u. a. Wien, Sèvres, Nymphenburg, Kopenhagen, Neapel u. a.). Später wurde Porzellan schließlich zum selbstverständlichen Teil der europäischen Alltagskultur.

### Porzellan der drei großen Qing-Kaiser: Aufglasurfarben

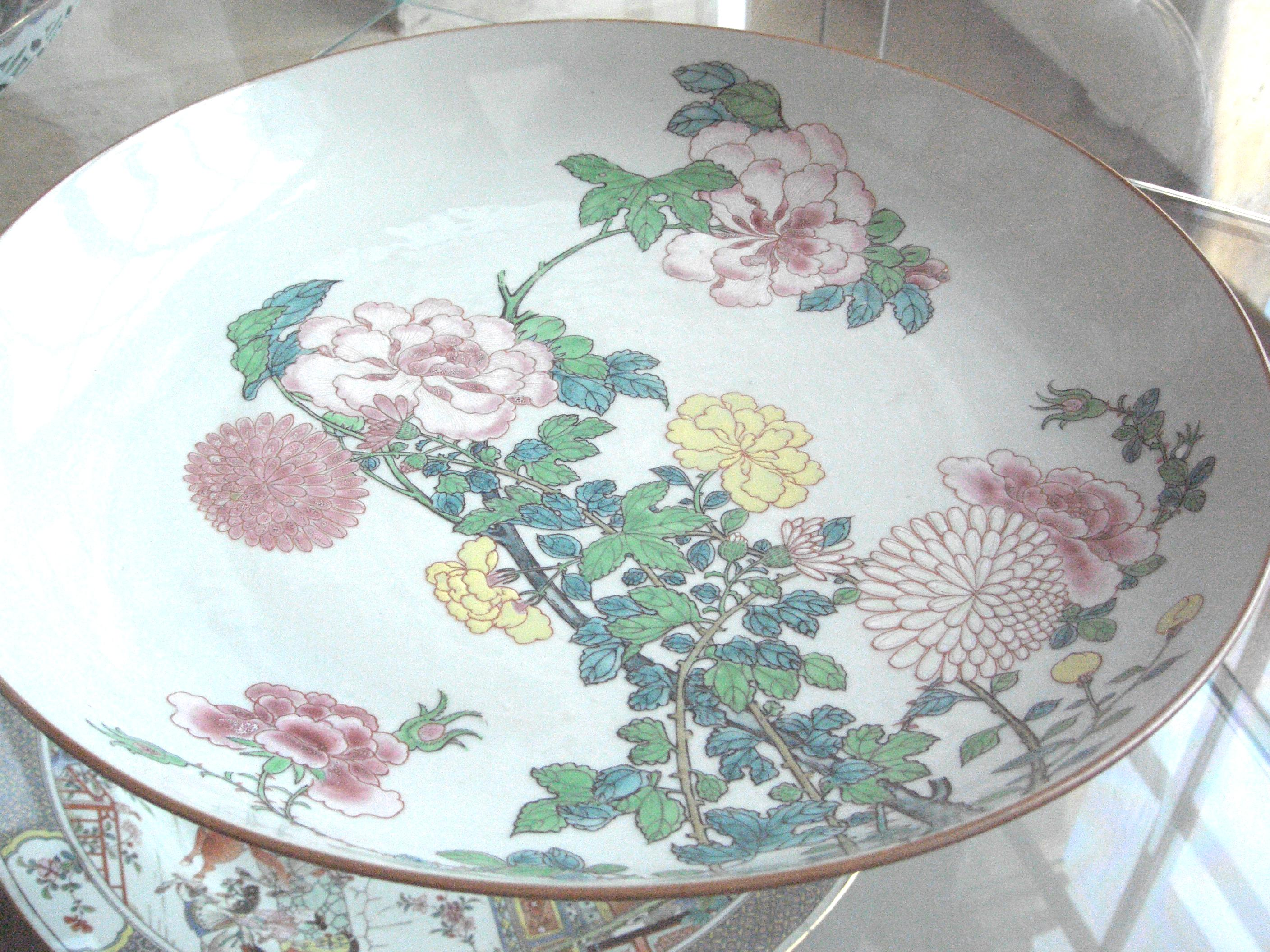
Teller im Famille-Rose-Stil, Qing-Dynastie

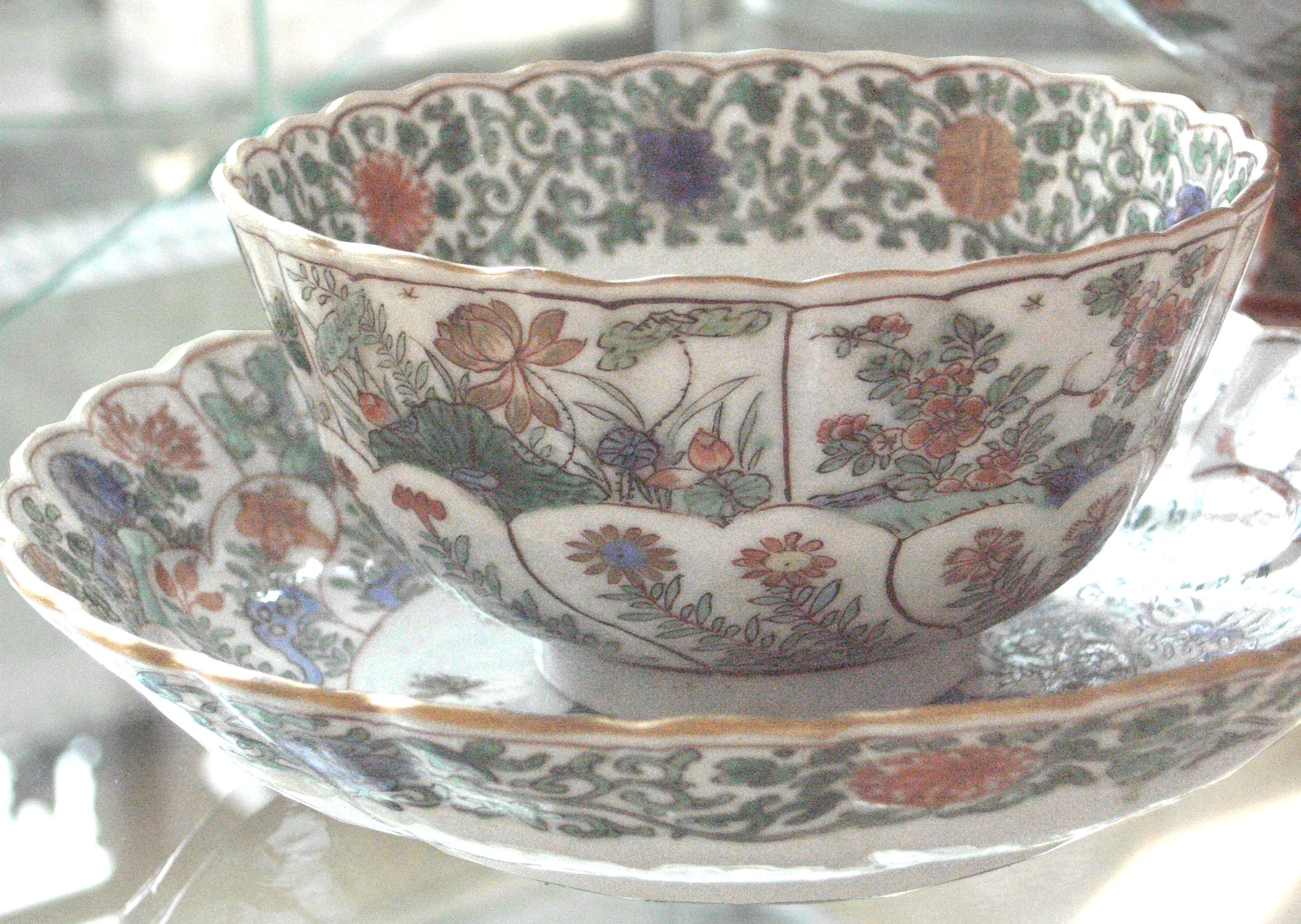
Tasse im Famille-Verte-Stil, Qing-Dynastie

Von 1662 bis 1796 beherrschten China lediglich drei Kaiser: Kangxi, Yongzheng und Qianlong. Die Periode gilt als letzte große Blütezeit der klassischen chinesischen Kultur und hat auf dem Gebiet der Porzellankunst Bedeutsames hervorgebracht: Während man einerseits die Herstellungstechnik der Ming-Dynastie für das Porzellan selbst beibehielt, neigte man aber verstärkt zu Überglasur-Dekor. Auch kam es zu einer beträchtlichen Erweiterung der Farbpalette: An die Stelle des Blau-Weiß-Stils trat in der Regierungszeit Kaiser Kangxis eine ganze Reihe von Stilrichtungen:
- Die famille verte, bei der die namensgebende grüne Farbe hauptsächlich durch etwas Eisenrot ergänzt wurde.
- Die famille rose, die hauptsächlich Rosa- und Purpurtöne verwendet und das ganze 18. Jahrhundert über dominierend bleiben sollte.
- Die famille jaune, eine Abwandlung der famille verte mit gelbem Untergrund
- Die famille noire, die mit schwarzem Untergrund arbeitet

Beim Dekor wandten sich die Künstler in noch stärkerem Maße figürlichen Darstellungen zu. Beliebt waren etwa Blumen (Päonie, Lotus), Vögel (vor allem Phönixpaare), Goldfische und Insekten (Zikaden, Libellen). Auch wurden häufig detailreich Szenen aus der chinesischen Geschichte, Mythologie und Literatur wiedergegeben; genannt seien etwa der Roman Der Traum der roten Kammer sowie die daoistische Gottheit Königinmutter des Westens.

### Eklektizismus der späten Qing-Zeit

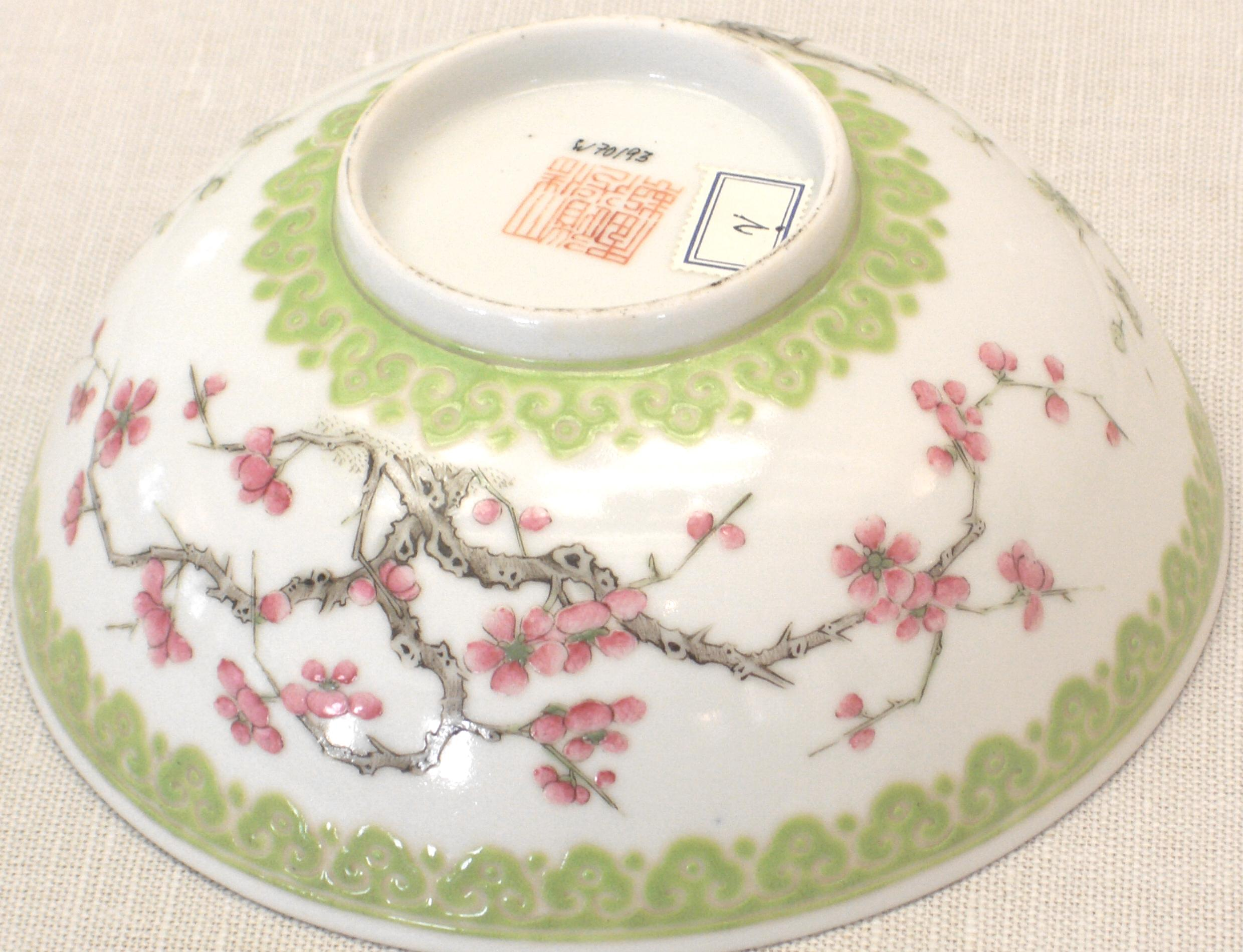
Schale mit Kirschzweig-Dekor, Daoguang-Periode

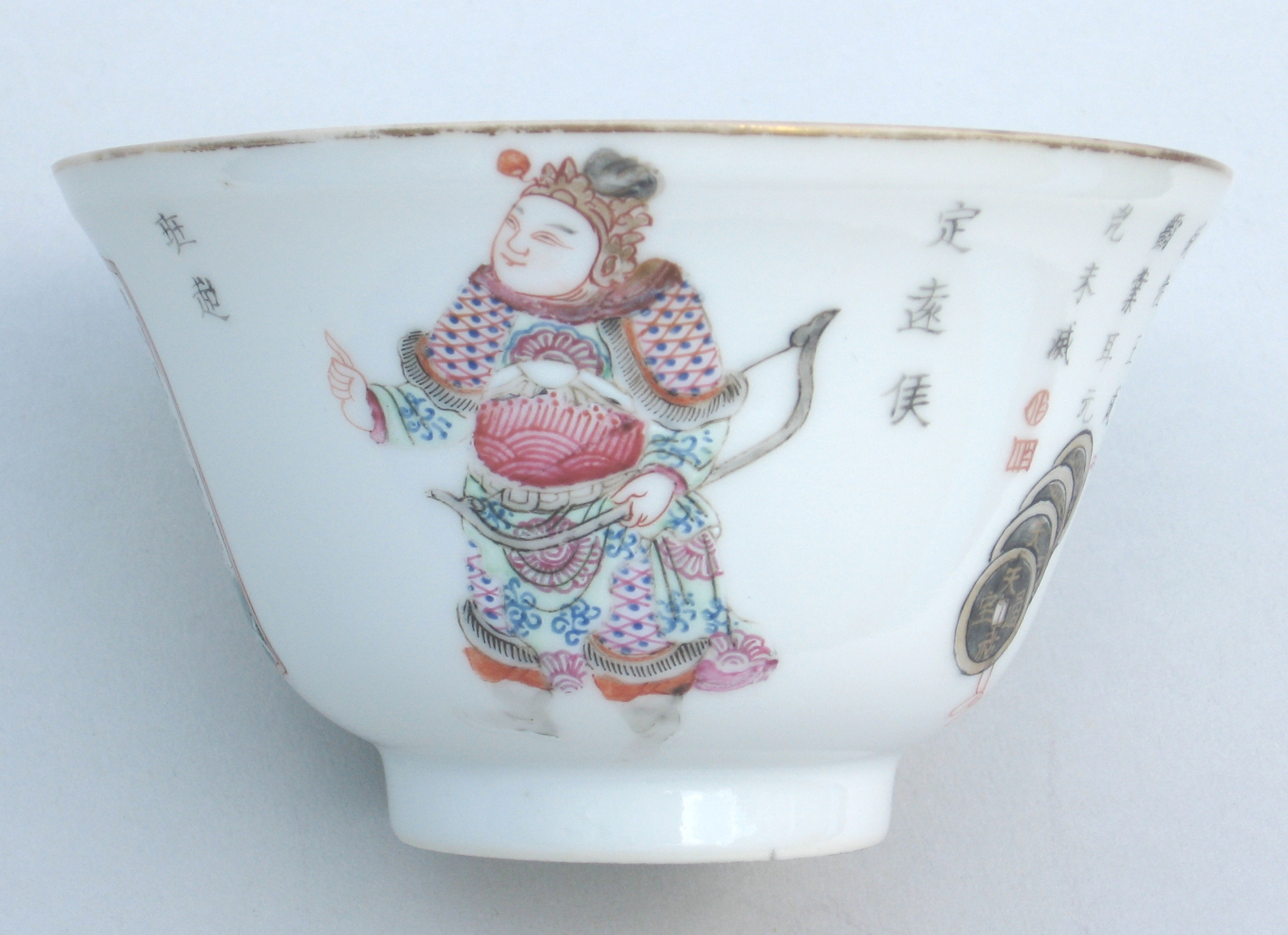
Wu-Shuang-Pu-Dekor mit Ban Chao (32–102), Xianfeng-Periode

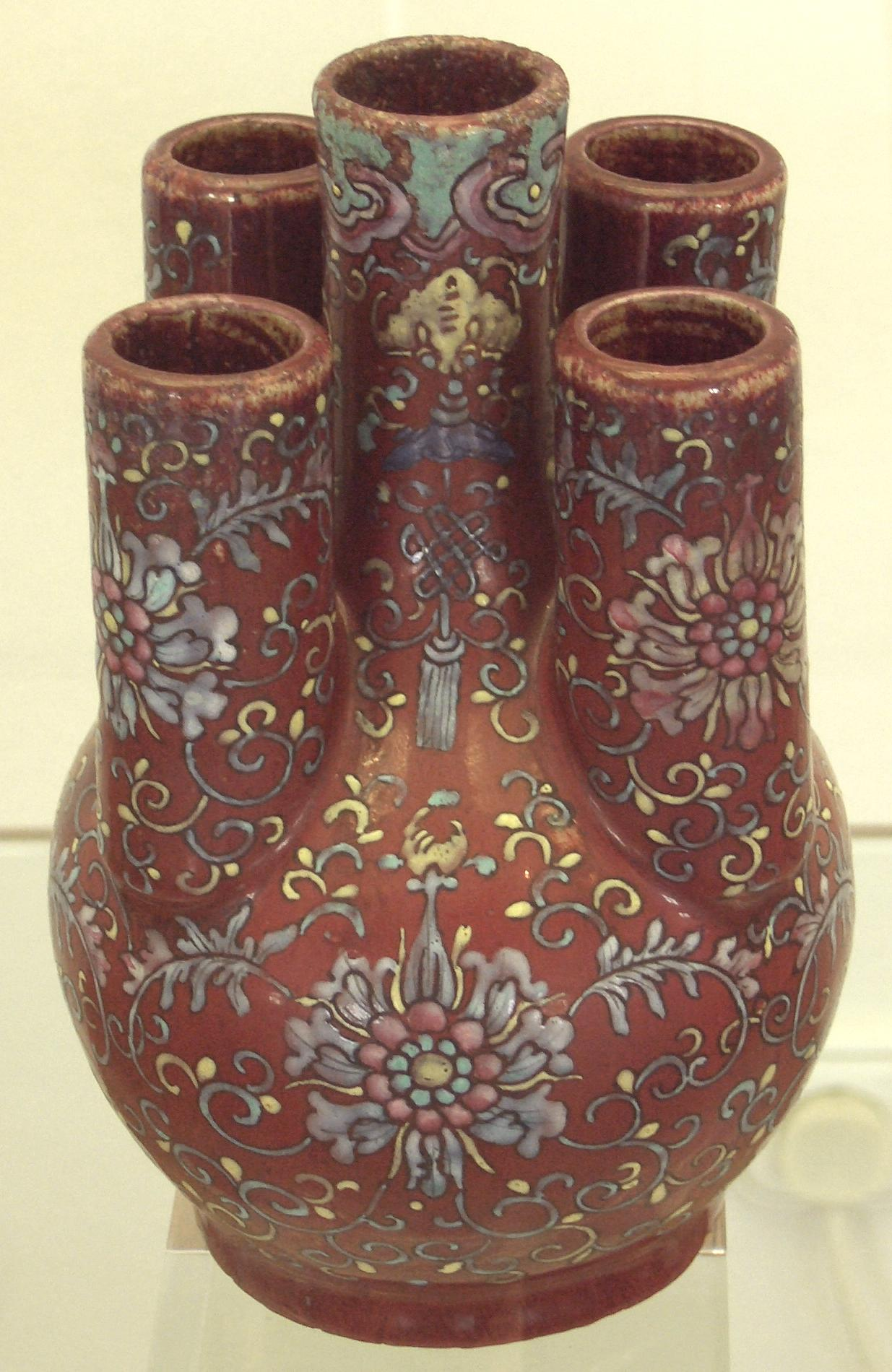
Fünfhalsige Vase, Cixi-Regentschaft

Nach dem Tode Qianlongs verfiel im Zuge des schleichenden Niedergangs der klassisch-chinesischen Kultur auch die Porzellankunst. Vielfach huldigte man einem an das Vorbild früherer Perioden anknüpfenden Eklektizismus. Bereits unter Kaiser Jiaqing war eine gewisse Formalisierung der Gestaltung insbesondere durch mechanische Wiederholung bestimmter immer gleicher Dekorelemente zu beobachten; künstlerische Originalität wich zunehmend bloßem handwerklichem Können. Die Aufglasurfarben verlieren an Tiefe, Glanz und Transparenz; das Rosa der klassischen Qing-Palette gerät zunehmend violett.
Während des eklatanten Verfalls der kaiserlichen Macht in der Daoguang gehen die Bestellungen des Pekinger Hofs auch quantitativ zurück. Vielerorts verlegten sich die Manufakturen deshalb auf die Produktion preisgünstigeren Gebrauchsgeschirrs. Gleichwohl wurden bisweilen etwa Stile der Ming-Zeit wieder aufgegriffen und weiterentwickelt. 1853 schließlich zerstören die marodierenden Truppen des Taiping-Aufstands die traditionsreiche Fertigungsstätte Jingdezhen.
Unter der von 1862 bis zum Sturz der Dynastie 1911 reichenden Regentschaft der Kaiserinwitwe Cixi steigt die Produktion allgemein wieder an, freilich ebenfalls ohne besondere Originalität zu entwickeln. Charakteristisch ist die steigende Wertschätzung der Dekorfarbe Gelb sowie das bereits unter Yongzheng vereinzelt angetroffene sogenannte „übergreifende Dekor“: Einzelne Dekorelemente werden von der Außenwand des Gefäßes über den Rand teilweise bis ins Innere fortgeführt. Nach der Jahrhundertwende leitete Cixi zaghaft eine strukturelle Neuausrichtung der Porzellanproduktion ein, die neben halbstaatlichen Manufakturen auch eine stärkere Industrialisierung der Produktionsabläufe vorsah.

### 20. Jahrhundert
Nach dem Sturz der Qing-Dynastie 1911 und der Ausrufung der Republik konnten die Porzellankünstler infolge des Wegfalls der kaiserlichen Produktionsvorschriften freier arbeiten. Dies führte zum einen dazu, dass nunmehr das Dekor der Stücke nicht mehr abschnittsweise von verschiedenen Malern erstellt wurde, sondern nunmehr häufig jeweils aus der Hand eines einzigen Künstlers stammte, der die Stücke auch namentlich signieren durfte. Auch passte er das Dekor nicht mehr der bis dahin dominanten Gefäßoberfläche an, sondern trug es auf wie auf gewöhnlichen, ebenen Malgrund. Der allgemein zu beobachtenden Industrialisierung der Produktionsprozesse stand damit in der chinesischen Porzellanherstellung ein hierzu völlig konträrer Trend zur Individualisierung gegenüber.
Ein letztes Aufflammen erlebte die traditionelle kaiserliche Porzellanproduktion, als sich Yuan Shikai 1915 letztlich folgenlos zum Kaiser ausrufen ließ, aber sogleich 40.000 Stücke mit seiner Regierungsdevise „Hongxian“ in Auftrag gab.
Nach 1917 schließlich wuchs die Produktion quantitativ stark an, im ganzen Land wurden neue Manufakturen gegründet, wobei freilich mittlerweile weitaus überwiegend Gebrauchsgeschirr hergestellt wurde. Für die Oberschichten produzierte man zudem Kopien alten Hofporzellans sowie Stücke, deren Dekor im westlichen Stil gehaltene Gemälde des jesuitischen Hofmalers der Qing-Kaiser, Giuseppe Castiglione integrierte. Die Qualität der verwendeten Farben stieg, nicht zuletzt dank aus Deutschland importierter Industrie-Pigmente.

## Echtheitsprüfung
Die Testmethoden für die „Echtheit“ chinesischen Porzellans sind umstritten. Am verbreitetsten ist der sogenannte Thermolumineszenz-Test (TL-Test), mit dem der Zeitpunkt des letzten Brennvorgangs mit relativ großen Toleranzen bestimmt werden kann. Der Test wird mit kleinen Porzellanproben durchgeführt, die dem Teststück durch Anbohrungen oder Anschnitte entnommen werden. Die Methode gilt als sehr risikoreich und führt naturgemäß zu Schädigungen des Teststücks, weshalb sie eher bei weniger wertvollem Porzellan zur Anwendung kommt. Andere Methoden arbeiten mit einem Vergleich der Glasurbeschaffenheit des Teststücks mit der von bereits zuverlässig datierten Vergleichsstücken. Nach verbreiteter Auffassung können technisch-physikalische Verfahren sinnvoll allenfalls im Verbund mit traditionellen Datierungsmethoden angewandt werden.

## Bekannte europäische Sammlungen
Größere Sammlungen chinesischen Porzellans befinden sich u. a. in folgenden europäischen Museen:
- Berlin: Museum für Asiatische Kunst (Website)
- Braunschweig: Herzog Anton Ulrich-Museum (Website), Schwerpunkt: Yixing-Keramik
- Brüssel: Musées royaux d'art et d'histoire (Website)
- Brüssel: Pavillon Chinois (Außenstelle der MRAH in Brüssel-Laaken, Website)
- Cambridge, UK: Fitzwilliam-Museum
- Dresden: Porzellansammlung im Dresdner Zwinger (Website)
- Frankfurt am Main: Museum Angewandte Kunst, Schwerpunkt: Steingut/Steinzeug
- Hildesheim: Roemer- und Pelizaeus-Museum
- Istanbul: Topkapı Sarayı (Website)
- Köln: Museum für Ostasiatische Kunst (Website)
- London: British Museum (Website)
- London: Victoria and Albert Museum London (Website)
- München: Residenzmuseum (Website)
- Paris: Musée Guimet (Website)
- Stuttgart: Linden-Museum (Website)
- Weiden in der Oberpfalz: Internationales Keramikmuseum (Website), sog. Sammlung Seltmann, fast ausschließlich Qing-Dynastie